# Spátay Gábor
Spátay Gábor (Holics, 1660 körül – Nyitra, 1722. május 27.) kanonok, katolikus választott püspök. 

## Élete
A teológiát 1685-ben a Pázmáneumban végezte, majd valószínűleg Bécsben szolgált. 1693-1695 között gútai, majd diószegi és 1698-tól galántai plébános volt. 1698-ban nyitrai kanonok és gradnai főesperes lett, utóbb jánosi apát, apostoli főjegyző, helytartósági tanácsos. 
1699-től Mattyasovszky László nyitrai püspök jószágkormányzója. 1705-ben a nyitrai káptalan követeként részt vett a szécsényi országgyűlésen, ahol a sérelmek összeírására alakított bizottság tagja lett. 1708 augusztusában a nyitrai vár császáriaknak való feladására hathatósan agitált. Ez a vár augusztus 25-i átadásához és a kurucok Nyitrából való végső elvonulásához vezetett. 1714-ben a káptalan követe a pozsonyi országgyűlésen, ahol üdvözölte az újonnan választott nádort.
1717. szeptember 2-ától szardikai (vagy szkopiai) választott püspök lett.

## Művei
- 1699 Verbum in carne mortali abbreviatum... Bécs